# Súgandafjörður
Le Súgandafjörður est un fjord situé au nord-ouest des Vestfirðir, en Islande. Il ouvre sur le détroit de Danemark, dans l'océan Atlantique Nord.

## Géographie
Le Sugandafjörður, long de 13 km et large de 1,5 km à son embouchure, est situé entre l'Önundarfjörður et l'Ísafjarðardjúp. Après les montagnes qui surplombent Suðureyri, il s'incurve vers le sud-est en se rétrécissant.
Les pentes des montagnes qui le bordent sont abruptes et, inversement,  les terres en pente douces sont étroites. La végétation y est pourtant présente et certains endroits sont couverts de taillis. La Selárskógur (la forêt des phoques) est d'ailleurs l'une des plus vastes zones forestières des Vestfirðir. Au fond du fjord se trouve la vallée appelée Botnsdalur. Une route, l'un des trois embranchements du tunnel appelé Vestfjarðagöng, a été ouverte en 1996 alors qu'auparavant il n'existait que celle de Bothnsheiði vers Ísafjörður, qui était généralement coupée en hiver. Elle mène à Suðureyri sur la côte sud. Les avalanches sont fréquentes tout au long du fjord.
Des gisements de lignite affleurent couramment et on a extrait du combustible de chauffage de ceux de la Botnsdalur jusqu'aux années 1940-1942. L'énergie géothermique présente dans le fjord a été utilisée pour chauffer les habitations de Suðureyri.

## Toponymie
Ainsi que l'atteste le Landnámabók, Hallvarður Súgandi donna son nom au fjord en arrivant en Islande après avoir combattu le roi Harald Ier de Norvège à la bataille de Hafrsfjord. 